# نیرینن
نیرینن (به هلندی: Neerijnen) یک شهرستان در هلند است که در خلدرلاند واقع شده‌است. نیرینن ۳ متر بالاتر از سطح دریا واقع شده‌است.